# Кішинеу-Кріш
Кішинеу-Кріш (рум. Chișineu-Criș) — місто у повіті Арад в Румунії. Адміністративно місту також підпорядковане село Недаб (населення 1787 осіб, 2002 рік).
Місто розташоване на відстані 425 км на північний захід від Бухареста, 42 км на північ від Арада, 87 км на північ від Тімішоари.

## Населення
За даними перепису населення 2002 року у місті проживали 8343 особи.
Національний склад населення міста:
| Національність | Кількість осіб | Відсоток |
| -------------- | -------------- | -------- |
| румуни         | 6007           | 72,0%    |
| угорці         | 2006           | 24,0%    |
| цигани         | 261            | 3,1%     |
| німці          | 35             | 0,4%     |
| словаки        | 25             | 0,3%     |
| серби          | 3              | < 0,1%   |
| українці       | 2              | < 0,1%   |
| болгари        | 1              | < 0,1%   |
| євреї          | 1              | < 0,1%   |

Рідною мовою назвали:
| Мова      | Кількість осіб | Відсоток |
| --------- | -------------- | -------- |
| румунська | 6282           | 75,3%    |
| угорська  | 2008           | 24,1%    |
| німецька  | 22             | 0,3%     |
| словацька | 18             | 0,2%     |
| циганська | 8              | 0,1%     |
| сербська  | 2              | < 0,1%   |
| чеська    | 1              | < 0,1%   |

Склад населення міста за віросповіданням:
| Релігія                                       | Кількість осіб | Відсоток |
| --------------------------------------------- | -------------- | -------- |
| православні                                   | 5829           | 69,9%    |
| реформати                                     | 1306           | 15,7%    |
| римо-католики                                 | 724            | 8,7%     |
| баптисти                                      | 298            | 3,6%     |
| п'ятдесятники                                 | 86             | 1,0%     |
| адвентисти                                    | 42             | 0,5%     |
| греко-католики                                | 22             | 0,3%     |
| лютерани (Синодально-пресвітеріанська церква) | 15             | 0,2%     |
| не релігійні                                  | 4              | < 0,1%   |
| лютерани (Аугсбурзького сповідання)           | 2              | < 0,1%   |
| юдеї                                          | 2              | < 0,1%   |
| бретрени                                      | 1              | < 0,1%   |
| лютерани                                      | 1              | < 0,1%   |
| атеїсти                                       | 1              | < 0,1%   |

## Зовнішні посилання
- Дані про місто Кішинеу-Кріш на сайті Ghidul Primăriilor [Архівовано 17 січня 2013 у Wayback Machine.]